# بنزیلیدن استال

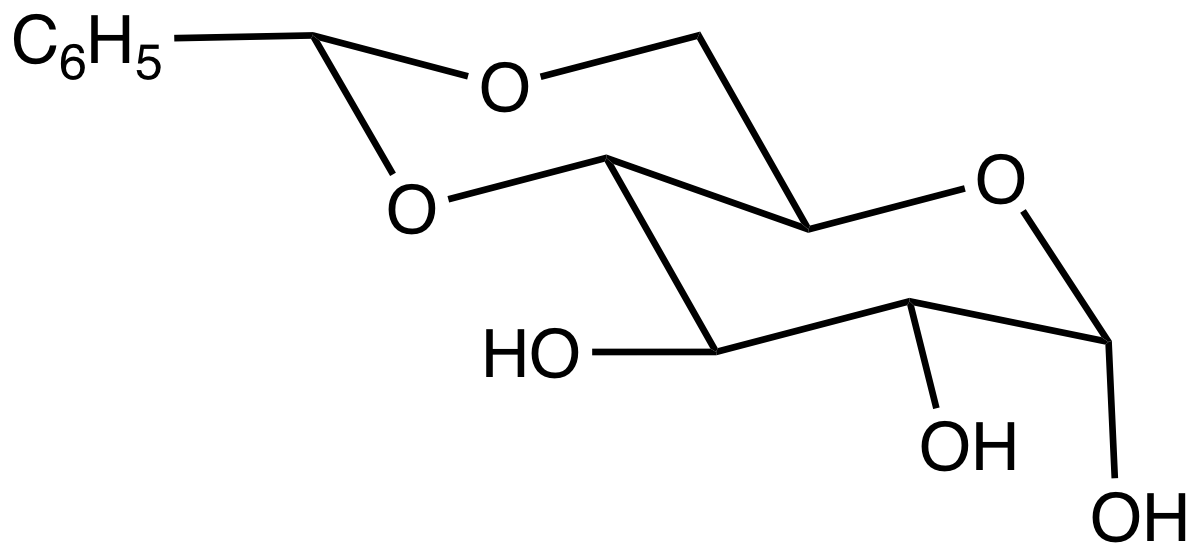
ساختار بنزیلیدن استالِ گلوکز.

در شیمی آلی، بنزیلیدن استال(به انگلیسی: Benzylidene acetal) یک گروه عاملی با فرمول ساختاری C۶H۵CH(OR)۲ (R = آلکیل، آریل) است. بنزیلیدن استال‌ها به عنوان گروه‌های محافظت‌کننده در گلیکوشیمی استفاده می‌شوند. این ترکیبات از واکنش ۲٬۱ یا ۳٬۱-دی‌ال‌ها با بنزآلدهید بوجود می‌آیند. از دیگر آلدهیدهای آروماتیک نیز استفاده می‌شود.